# Oostenrijk op de Olympische Zomerspelen 1964
Oostenrijk nam deel aan de Olympische Zomerspelen 1964 in Tokio, Japan. Voor de eerste, en tot op heden enige keer, won het geen enkele medaille bij een olympisch optreden.

## Deelnemers en resultaten

### Atletiek
| Olympiër      | Discipline         | Resultaat | Prestatie |
| ------------- | ------------------ | --------- | --- |
| Rudolf Klaban | 800m (m)           | 11e       | serie 6: 4de in 1.49,9 halve finale 2: 5de in 1.47,4                                                                                                   |
| Volker Tulzer | 1500m (m)          | 27e       | serie 3: 6de in 3.49,0 |
| Helmut Haid   | 400m horden (m)    | 34e       | serie 1: 6de in 54,6 |
| Ernst Soudek  | discuswerpen (m)   | 20e       | kwalificatie: 20ste met 51,78m |
| Heinrich Thun | kogelslingeren (m) | 15e       | kwalificatie: 9de met 64,73m finale: 15de met 62,76m                                                                                                   |
|               |                    |           | |
| Inge Aigner   | 100m (v)           | 25e       | serie 2: 5de in 12,0 kwartfinale 3: 7de in 12,0 |
| Inge Aigner   | 200m (v)           | 22e       | serie 2: 4de in 24,7 |
| Inge Aigner   | 80m horden (v)     | 21e       | serie 4: 6de in 11,2 |
| Ulla Flegel   | hoogspringen (v)   | DNF       | kwalificatie groep B: 8ste met 1,68m finale: geen geldige poging                                                                                       |
| Liese Sykora  | hoogspringen (v)   | 21e       | kwalificatie groep B: 10de met 1,65m |
| Ulla Flegel   | vijfkamp (v)       | 20e       | 80m horden: 19de in 12,2 kogelstoten: 8ste met 11,66m hoogspringen: 4de met 1,63m verspringen: 19de met 5,22m 200m: niet gefinisht totaal: 3476 punten |

### Boksen
| Olympiër        | Discipline  | Resultaat | Prestatie                                                     |
| --------------- | ----------- | --------- | ------------------------------------------------------------- |
| Peter Weiss     | -57kg (m)   | 17e       | 1ste ronde: V van TUN Hassen: 2-3                             |
| Rupert König    | -63,5kg (m) | 17e       | 1ste ronde: V van ROU Mihalic: scheidsrechterlijke beslissing |
| Franz Frauenlob | -75kg (m)   | 17e       | 1ste ronde: V van RAU Hassan: 0-5                             |

### Gewichtheffen
| Olympiër       | Discipline  | Resultaat | Prestatie                                                                                |
| -------------- | ----------- | --------- | ---------------------------------------------------------------------------------------- |
| Gerhard Hastik | -82,5kg (m) | 18e       | drukken: 13de met 130kg trekken: 19de met 115kg stoten: 17de met 152,5kg totaal: 397,5kg |
| Kurt Herbst    | -90kg (m)   | 10e       | drukken: 11de met 135kg trekken: 9de met 132,5kg stoten: 8ste met 170kg totaal: 437,5kg  |
| Udo Querch     | +90kg (m)   | 18e       | drukken: 11de met 155kg trekken: 18de met 125kg stoten: 17de met 162,5kg totaal: 442,5kg |

### Judo
| Olympiër       | Discipline | Resultaat | Prestatie                                                                 |
| -------------- | ---------- | --------- | ------------------------------------------------------------------------- |
| Karl Reisinger | -68kg (m)  | 9e        | 1ste ronde groep A: 2de met 1 overwinning                                 |
| Gerhard Zotter | -68kg (m)  | 9e        | 1ste ronde groep E: 1ste met 2 overwinningen kwartfinale: V van SUI Hänni |
| Alfred Redl    | -80kg (m)  | 9e        | 1ste ronde groep E: 2de met 2 overwinningen                               |

### Kanovaren
| Olympiër                                                  | Discipline    | Resultaat | Prestatie                                                                           |
| --------------------------------------------------------- | ------------- | --------- | ----------------------------------------------------------------------------------- |
| Günther Pfaff                                             | K-1 1000m (m) | 5e        | serie 2: 3de in 4.07,65 halve finale 3: 1ste in 4.03,53 finale: 5de in 4.03,56      |
| Kurt Heubusch Günther Pfaff                               | K-2 1000m (m) | DNS       | serie 1: niet gestart                                                               |
| Kurt Heubusch Günther Pfaff Kurt Lindlgruber Ernst Severa | K-4 1000m (m) | 11e       | serie 1: 7de in 3.30,54 herkansingen: 3de in 3.26,98 halve finale 3: 4de in 3.26,05 |
|                                                           |               |           |                                                                                     |
| Hanneliese Spitz                                          | K-1 500m (v)  | 6e        | serie 1: 3de in 2.12,14 finale: 6de in 2.16,11                                      |

### Moderne vijfkamp
| Olympiër                                    | Discipline      | Resultaat | Prestatie |
| ------------------------------------------- | --------------- | --------- | --- |
| Udo Birnbaum                                | individueel (m) | 24e       | paardensport: 5de in 0 strafpunten schermen: 14de met 20 overwinningen schietsport: 14de met 192 punten zwemmen: 34ste in 4.32,5 atletiek: 31ste in 16.08,9 totaal: 4424 punten      |
| Herbert Polzhuber                           | individueel (m) | 33e       | paardensport: 12de met 30 strafpunten schermen: 10de met 21 overwinningen schietsport: 32ste met 180 punten zwemmen: 35ste in 4.33,2 atletiek: 35ste in 16.54,9 totaal: 4099 punten  |
| Rudolf Trost                                | individueel (m) | 32e       | paardensport: 2de met 0 strafopunten schermen: 2de met 24 overwinningen schietsport: 35ste met 176 punten zwemmen: 32ste in 4.30,9 atletiek: 36ste in 17.01,2 totaal: 4047 punten    |
| Udo Birnbaum Rudolf Trost Herbert Polzhuber | team (m)        | 10e       | paardensport: 1ste met 3270 punten schermen: 2de met 2467 punten schietsport: 10de met 2260 punten zwemmen: 11de met 2525 punten atletiek: 11de met 2091 punten totaal: 12613 punten |

### Roeien
| Olympiër                                                        | Discipline      | Resultaat | Prestatie                                                                     |
| --------------------------------------------------------------- | --------------- | --------- | ----------------------------------------------------------------------------- |
| Alfred Sageder Josef Kloimstein Peter Salzbacher                | twee-met (m)    | 8e        | serie 1: 4de in 8.01,22 herkansingen: 3de in 7.30,72 finale B: 2de in 7.31,65 |
| Dieter Ebner Horst Kuttelwascher Dieter Losert Manfred Krausbar | vier-zonder (m) | 8e        | serie 3: 4de in 6.48,18 herkansingen: 3de in 7.25,83 finale B: 2de in 6.24,15 |

### Schermen
| Olympiër                                                                              | Discipline     | Resultaat | Prestatie |
| ------------------------------------------------------------------------------------- | -------------- | --------- | --- |
| Martin Becher                                                                         | degen (m)      | DNS       | niet gestart |
| Marcus Leyrer                                                                         | degen (m)      | 27e       | 1ste ronde groep 6: 5de V van GER Rompza: 3-5 V van HUN Kulcsár: 3-5 V van ITA Delfino: 4-5 V van GBR Jay: 3-5 W van AUS Lund: 5-2 W van CAN Foxcroft: 5-2 W van COL Sastre: 5-2 G van AUS Lund: 5-4 kwartfinale 3: 5de V van ITA Saccaro: 4-5 V van SUI Steiniger: 3-5 G van GER Gnaier: 5-5 W van FRA Guittet: 5-3 W van KOR Sin: 5-0 V van GBR Jacobs: 2-5                                                                         |
| Roland Losert                                                                         | degen (m)      | 9e        | 1ste ronde groep 1: 3de V van SWE Lagerwall: 3-5 W van URS Habārovs: 5-0 W van SUI Polledri: 5-1 W van ARG Casco: 5-3 W van KOR Kim: 5-2 W van MAS Theseira: 5-0 V van AUS Humpreys: 4-5 kwartfinale 5: 1ste W van FRA Bourquard: 5-4 W van URS Kostava: 5-2 W van SWE Lindwall: 5-2 W van ROU Haukler: 5-1 W van LIB Saykali: 5-2 halve finale: V van URS Kostava: 9-10                                                              |
| Herbert Polzhuber                                                                     | degen (m)      | DNS       | niet gestart |
| Rudolf Trost                                                                          | degen (m)      | 17e       | 1ste ronde groep 4: 3de G van POL Gonsior: 5-5 V van LIB Saykali: 4-5 W van ITA Saccaro: 5-4 W van ROU Haukler: 5-3 W van USA Anger: 5-4 W van IRI Zarnegar: 5-1 W van CAN Andru: 5-3 kwartfinale 4: 2de W van POL Gonsior: 5-3 W van HUN Nemere: 5-4 W van URS Bruno Habārovs: 5-2 W van SUI Polledri: 5-2 V van GER Hecke: 4-5 V van JPN Okawa: 3-5 halve finale: V van SWE Abrahamsson: 9-10                                       |
| Udo Birnbaum Herbert Polzhuber Roland Losert Rudolf Trost Marcus Leyrer Martin Becher | degen team (m) | 9e        | 1ste ronde groep 2: 1ste W van Australië: 11-3 W van Colombia: 13-1 2de ronde: V van Hongarije: 1-8 |
| Martin Becher                                                                         | floret (m)     | DNS       | niet gestart |
| Roland Losert                                                                         | floret (m)     | 4e        | 1ste ronde groep 2: 2de V van HUN Kamuti: 2-5 W van GBR Leckie: 5-2 W van COL Posada: 5-0 W van USA Richards: 5-2 W van IRL Bouchier-Hayes: 5-2 kwartfinale 3: 1ste W van RAU Kalyoubi: 5-3 W van ROU Haukler: 5-2 W van ITA Granieri: 5-1 V van GER Schmitt: 4-5 V van URS Zhadanovich: 3-5 halve finale: W van ROU Drîmbă: 10-6 W van HUN Szabó: 10-9 finale: 4de V van POL Franke: 1-5 V van FRA Magnan: 2-5 V van FRA Revenu: 1-5 |

### Schietsport
| Olympiër        | Discipline                       | Resultaat | Prestatie                       |
| --------------- | -------------------------------- | --------- | ------------------------------- |
| Hubert Hammerer | 50m geweer 3 houdingen (m)       | 31e       | 1113 punten: (387-364-362)      |
| Hubert Hammerer | 50m geweer liggend (m)           | 28e       | 589 punten: (98-99-98-99-98-97) |
| Hubert Hammerer | 300m vrij geweer 3 houdingen (m) | 31e       | 1125 punten: (394-383-348)      |
| Josef Meixner   | trap (m)                         | 9e        | 190 punten                      |
| Laszlo Szapáry  | trap (m)                         | 43e       | 173 punten                      |

### Schoonspringen
| Olympiër                  | Discipline    | Resultaat | Prestatie                                                    |
| ------------------------- | ------------- | --------- | ------------------------------------------------------------ |
| Kurt Mrkwicka             | 3m plank (m)  | 16e       | voorronde: 16de met 85,72 punten                             |
| Kurt Mrkwicka             | 10m toren (m) | 17e       | voorronde: 17de met 89,10 punten                             |
|                           |               |           |                                                              |
| Ingeborg Pertmayr         | 3m plank (v)  | 16e       | voorronde: 16de met 74,31 punten                             |
| Ulrike Sindelar-Pachowsky | 3m plank (v)  | 18e       | voorronde: 18de met 70,24 punten                             |
| Elisabeth Svoboda         | 3m plank (v)  | 15e       | voorronde: 15de met 75,45 punten                             |
| Ingeborg Pertmayr         | 10m toren (v) | 6e        | voorronde: 7de met 49,50 punten finale: 6de met 92,70 punten |
| Ulrike Sindelar-Pachowsky | 10m toren (v) | 21e       | voorronde: 21ste met 40,22 punten                            |
| Elisabeth Svoboda         | 10m toren (v) | 13e       | voorronde: 13de met 46,10 punten                             |

### Worstelen
| Olympiër             | Discipline     | Resultaat      | Prestatie |
| Grieks-Romeins       | Grieks-Romeins | Grieks-Romeins | Grieks-Romeins |
| -------------------- | -------------- | -------------- | --- |
| Hans Marte           | -63kg (m)      | 11e            | 1ste ronde: W van PHI Senosa 2de ronde: V van RAU Mansour: beslissing 3de ronde: W van AUS Cacas: beslissing 4de ronde: V van IRI Malek: beslissing    |
| Franz Berger         | -70kg (m)      | 14e            | 1ste ronde: V van YUG Horvat: beslissing 2de ronde: V van GER Schmitt: beslissing                                                                      |
| Helmut Längle        | -78kg (m)      | 15e            | 1ste ronde: G van NOR Barlie 2de ronde: V van USA Camilleri: beslissing 3de ronde: V van POL Dubicki: beslissing                                       |
| Eugen Wiesberger Jr. | -97kg (m)      | 8e             | 1ste ronde: W van KOR Gang 2de ronde: V van FIN Mäenpää: beslissing 3de ronde: W van GER Kiehl: beslissing 4de ronde: V van ROU Martinescu: beslissing |

### Zeilen
| Olympiër                   | Discipline      | Resultaat | Prestatie                        |
| -------------------------- | --------------- | --------- | -------------------------------- |
| Hubert Raudaschl           | finn            | 5e        | 5405 punten: (DNF-7-2-9-9-2-9)   |
| Karl Geiger Werner Fischer | flying dutchman | 8e        | 3706 punten: (14-DSQ-3-10-9-6-3) |

### Zwemmen
| Olympiër            | Discipline           | Resultaat | Prestatie               |
| ------------------- | -------------------- | --------- | ----------------------- |
| Gert Kölli          | 100m vrije slag (m)  | 35e       | serie 7: 4de in 56,5    |
| Gerhard Wieland     | 100m vrije slag (m)  | 36e       | serie 5: 5de in 56,8    |
| Gert Kölli          | 400m vrije slag (m)  | 37e       | serie 4: 6de in 4.38,4  |
| Friedrich Suda      | 200m rugslag (m)     | 21e       | serie 4: 4de in 2.20,7  |
| Gerhard Wieland     | 200m rugslag (m)     | 28e       | serie 3: 6de in 2.25,9  |
| Volker Deckardt     | 200m vlinderslag (m) | 25e       | serie 4: 6de in 2.21,3  |
|                     |                      |           |                         |
| Christl Paukerl     | 100m vrije slag (v)  | 40e       | serie 3: 7de in 1.07,3  |
| Ursula Seitz        | 100m rugslag (v)     | 26e       | serie 2: 8ste in 1.13,3 |
| Christl Filippovits | 200m schoolslag (v)  | 19e       | serie 4: 5de in 2.59,2  |

Afghanistan · Algerije · Argentinië · Australië · Bahama's · België · Bermuda · Birma · Bolivia · Brazilië · Brits-Guiana · Bulgarije · Cambodja · Canada · Ceylon · Chili · Colombia · Congo-Brazzaville · Costa Rica · Cuba · Denemarken · Dominicaanse Republiek · Duits eenheidsteam · Ethiopië · Filipijnen · Finland · Frankrijk · Ghana · Griekenland · Groot-Brittannië · Hongarije · Hongkong · Ierland · IJsland · India · Irak · Iran · Israël · Italië · Ivoorkust · Jamaica · Japan · Joegoslavië · Kameroen · Kenia · Libanon · Liberia · Libië · Liechtenstein · Luxemburg · Madagaskar · Maleisië · Mali · Marokko · Mexico · Monaco · Mongolië · Nederland · Nederlandse Antillen · Nepal · Nieuw-Zeeland · Niger · Nigeria · Noord-Rhodesië · Noorwegen · Oeganda · Oostenrijk · Pakistan · Panama · Peru · Polen · Portugal · Puerto Rico · Roemenië · Senegal · Sovjet-Unie · Spanje · Taiwan · Tanganyika · Thailand · Trinidad en Tobago · Tsjaad · Tsjecho-Slowakije · Tunesië · Turkije · Uruguay · Venezuela · Verenigde Arabische Republiek · Verenigde Staten · Vietnam · Zuid-Korea · Zuid-Rhodesië · Zweden · Zwitserland